# Keine Lieder über Liebe
Keine Lieder über Liebe ist ein deutsches Filmdrama aus dem Jahr 2005 von Lars Kraume über die Tournee der fiktiven Musikgruppe Hansen. Dabei agierten die Schauspieler ohne ein festes Drehbuch.

## Handlung
Der Film handelt von Tobias, der als angehender Regisseur plant, einen Dokumentarfilm über seinen Bruder Markus und dessen Band Hansen zu drehen.
Im Hinterkopf hat er jedoch immer noch das Treffen mit seinem Bruder und seiner Freundin Ellen vor einem Jahr in Hamburg. Es will ihm einfach nicht aus dem Kopf gehen, dass die beiden etwas miteinander gehabt haben könnten.
Tobias begleitet also die Band auf deren Tour durch das nördliche Deutschland. Das Leben auf Tour wird zum Extremen, als Ellen dazustößt und wieder auf Markus trifft. Irgendwann kommt Tobias nicht zu einem Auftritt der Band. Nach dem Auftritt suchen Ellen und Markus Tobias auf; dieser ist völlig am Boden und total verzweifelt. Er spricht seine Angst aus: Hatten die beiden was miteinander vor einem Jahr in Hamburg?
Erst versuchen sie ihn zu beruhigen und streiten alles ab. Dann gesteht Markus jedoch, dass er mit Ellen geschlafen habe, weil die beiden total betrunken gewesen seien. Er glaubt jedoch auch, dass er die „treibende Kraft“ gewesen sei und Ellen das nicht gewollt habe (was sie später jedoch abstreitet).
Tobias weiß nicht, wie er reagieren soll. Irgendwann erträgt er es nicht mehr, und als die Band in eine andere Stadt weiterfahren will, beschließt er, Ellen in der Kälte stehen zu lassen, was zu einem großen Streit zwischen den drei Hauptfiguren führt.
Vor dem letzten Auftritt in Berlin kommt Tobias wieder in seine Wohnung und findet alles leer vor: Ellens Sachen sind weg.

## Kritiken
„Ein prinzipiell spannendes Filmexperiment, das in ‚Dogma‘-Manier doppelbödig mit der Kamerapräsenz spielt, im deutlichen Zusammenwirken von Fiktion und musikalischer Vermarktung aber ein irritierendes kommerzielles Kalkül offenbart.“

„Lars Kraume hat hier eher einen Experimentalfilm vorgelegt, der leider wenig spannend ist. Authentizität wurde hier mit nervigen Wackelbildern verwechselt. Außerdem wirkt die Vermischung von Fiktion und Dokumentation eher improvisiert als tatsächlich gespielt. Da nützten auch die echten Musiker nichts.“

Die Deutsche Film- und Medienbewertung FBW in Wiesbaden verlieh dem Film das Prädikat besonders wertvoll.

## Bemerkungen
Die Band sowie beinahe deren gesamtes Repertoire wurden extra für diesen Film erschaffen. Dem Publikum der Grand-Hotel-van-Cleef-Night-Tour wurden der wahre Grund und Jürgen Vogel als Sänger verschwiegen.
Parallel zum Film sind auch eine CD und ein Buch erschienen. Dabei wird die Geschichte in den drei Medien aus unterschiedlichen Perspektiven berichtet: der Film aus Tobias’, die CD aus Markus’ und das Buch aus Ellens Sicht.
Eine Besonderheit dieses Filmes ist, dass vom Regisseur keine bestimmte inhaltliche Entwicklung vorgegeben wurde. Sowohl die Handlung als auch die Charaktere entwickelten sich während des Drehs aufgrund der realen Gefühle aller Beteiligten. Um diesen Effekt wahrheitsgetreu zur Geltung kommen zu lassen, durften die Schauspieler nur vor laufender Kamera zusammen sein und während der Drehpause nicht miteinander sprechen. Es zeichnet den Film aus, dass er dadurch sehr realitätsnah wirkt.
Allerdings erschwerte dies die Dreharbeiten, weil eine bestimmte Szene nicht einfach noch einmal wiederholt und – bei fortschreitender Handlung – unter Umständen auch nicht einfach herausgeschnitten werden konnte. Lediglich die Schlussszene wurde einmal wiederholt, verwendet wurde letztlich trotzdem die erste Aufnahme.
Heike Makatsch und Max Schröder (der Schlagzeuger der Hansen-Band) waren seit den Dreharbeiten ein Paar und haben mittlerweile zwei gemeinsame Kinder, leben aber nicht mehr zusammen.